# Gare des Tuileries (Algérie)
La gare des Tuileries est une gare ferroviaire algérienne située sur le territoire de la commune de Hanancha, dans la wilaya de Souk Ahras.

## Situation ferroviaire
La gare est située dans la localité des Tuileries, à l'est de la commune de Hanancha, sur la ligne d'Annaba à Djebel Onk. Elle est précédée de la gare de Souk Ahras et suivie de celle de Oued Chouk.

## Service des voyageurs

### Desserte
La gare est desservie par les trains régionaux de la liaison Annaba - Tébessa.